# 라 말린체

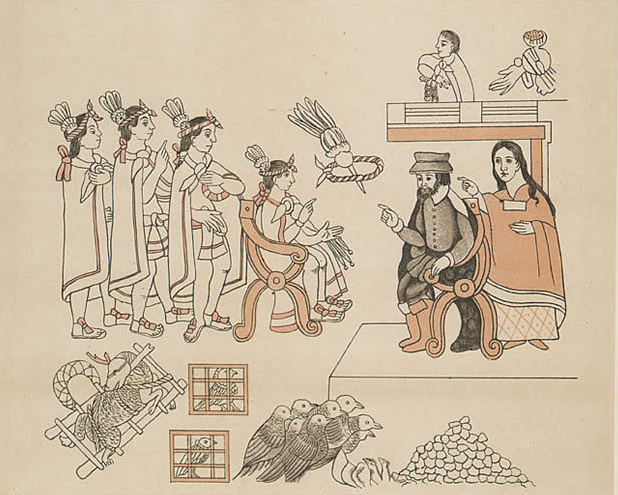
에르난 코르테스와 라 말린체가 테노치티틀란에서 몬테수마 2세를 만나고 있다. (1519년 11월 8일)

말린체(Malinche, 1496년 - 1529년) 또는 도냐 마리나(doña Marina)는 아즈텍 출신의 인디오였다. 라 말린체(La Malinche), 말린친(Malintzin) 등으로도 부른다. 노예생활을 전전하다 에르난 코르테스의 통역이 되었으며, 에스파냐 침략군의 통역 겸 길안내인을 자처하였으므로 멕시코 및 남아메리카에서는 배신자, 반역자의 대명사로 알려져 있다.

## 생애
말린체의 원래 이름은 말리날리 테네팔(Malinali Tenepal)이다. 멕시코만의 소읍에서 나우아족 귀족 가문의 딸로 태어나 귀족으로서 교육을 받았다. 당시 아즈테카 사회에서는 귀족은 남녀 모두 기숙학교에서 다양한 교양을 쌓았다. 아버지가 죽자 어머니가 재혼하고 새로 아들을 낳았다. 아즈테카 사회에서는 여성도 재산을 상속하고 상속받을 권리가 있었기 때문에 어머니는 자신의 재산을 새로 낳은 아들에게만 물려주기 위해 딸 말린체를 유카탄반도의 마야족 귀족에게 노예로 팔았다.
코르테스가 유카탄 지역에에 도착하자 이미 한차례 스페인 인을 만난 적이 있던 마야족 사람들은 그들에게 우호의 표시로 선물과 여자 노예 20명을 바쳤다. 말린체는 그 20명 중 하나였다. 팔려온 다음날 기독교식 세례를 받고 그날 이후 말린체는 도냐 마리나라고 불렸다.(출처: Revista Iberoamericana 21.2 (2010): 57-82)
나우아족 출신이며 마야족의 노예로 살면서 마야어를 배운 말린체는 에르난 코르테스의 통역으로 코르테스의 신뢰를 얻게 되었으며, 에르난 코르테스의 아즈텍 정복에 협력하였다. 이때문에 남아메리카에서는 현재도 말린체는 배신자의 대명사로 통하게 되었다.
에르난 코르테스와의 사이에서 아들 돈 마르틴 코르테스(Martin Cortes)를 두었다. 코르테스와 코르테스 본처의 주선으로 1526년과 1527년 무렵에 후안 하라미요(Juan Jaramillo)라는 콩키스타도르와 결혼하였다. 후안 하라미요와의 사이에서는 마리아 하라미요(Maria Jaramillo)라는 딸이 태어났다.

## 가족 관계
- 에르난 코르테스(정식 결혼 아님)
  - 아들 : 돈 마르틴 코르테스(Don Martin Cortes, 1523년 - 1568년)
- 후안 하라미요(Juan Jaramillo)
  - 딸 : 마리아 하라미요(Maria Jaramillo, 1527년 - ?)

## 같이 보기
- 에르난 코르테스
- 테추키포
- 포카혼타스